# 166614 Zsazsa
166614 Zsazsa è un asteroide della fascia principale. Scoperto nel 2002, presenta un'orbita caratterizzata da un semiasse maggiore pari a 2,6371928 UA e da un'eccentricità di 0,0128825, inclinata di 0,86094° rispetto all'eclittica.
L'asteroide, scoperto nell'ambito del programma Near Earth Asteroid Tracking all'osservatorio di Monte Palomar, è intitolato a Zsa Zsa Gábor, attrice ungherese naturalizzata statunitense.